# Linda Haglund
Linda Haglund, under senare år Linda McTear, född Haglund den 15 juni 1956 i Enskede i Stockholm, död 21 november 2015 i Österhaninge församling i Stockholms län, var en svensk friidrottare. Hon var under tiden som aktiv den mest firade och framgångsrika svenska sprintern, med flera bra resultat vid internationella mästerskap på distanserna 60 meter, 100 meter och 200 meter. 
År 1981 dömdes Haglund till ett och ett halvt års avstängning från tävlande på grund av dopning. Själv hävdade hon sin oskuld och friades av det svenska förbundet; dock kvarstod domen från IAAF.
Haglunds största meriter är ett silver på 100 meter från EM 1978 och en fjärdeplats på 100 meter från Olympiska spelen 1980 i Moskva.

## Idrottskarriär
Haglund vann sju SM-guld på 100 meter och fem SM-guld på 200 meter. Hon vann ett guld och fyra silver i olika Europamästerskap vid tävlingar inom- och utomhus. 1980 tog hon en meriterande fjärdeplats på finalen av 100 meter vid OS i Moskva, den bästa svenska insatsen i sprint i modern tid. År 1981 vann hon Istaaf-tävlingen i Berlin med tiden 11,06 i ett lopp där hon besegrade bland andra världsstjärnan Evelyn Ashford, USA. Loppet avgjordes dock i för stark medvind (+2,8 m/s) varför Haglunds tid aldrig registrerades som svenskt rekord.
Haglunds personliga rekord på 100 meter (11,16 sekunder) och 200 meter (22,82 sekunder). Hennes tid på 100m är fortfarande gällande svenskt rekord. Haglund var en av de få som besegrade världsettan Evelyn Ashford under perioden 1978–1981. 1978 utsågs hon till "Årets idrottskvinna i Sverige" och 1979 och 1981 blev hon uttagen i Europalaget. 
Haglunds karriär tog en dramatisk vändning 1981 då hon i samband med SM i friidrott testade positivt för dopning via anabola steroider. Haglund har alltid nekat till att dopningsintaget var medvetet och istället angivit sin dåvarande tränare Pertti Helin som den som skulle ha gett henne anabola steroider under förevändning att det rörde sig om vitamintabletter.
Haglund stängdes därefter av från allt tävlande i ett och ett halvt år. Haglund frikändes dock av Svenska friidrottsförbundet men inte av internationella friidrottsförbundet (IAAF). I ett försök att rentvå sig från dopningsdomen förde hon och friidrottsförbundets ordförande Hans Holmér hennes talan i Kingston, Jamaica, inför 19 internationella friidrottsdelegater. Efter avstängningen lyckades Haglund inte komma tillbaka till tidigare och 1984 slutade hon tävla.

## Efter karriären
Efter karriären som friidrottare flyttade Haglund till USA och gifte sig med Houston McTear, en amerikansk löpare. Under sin tid i USA arbetade hon bland annat som "head track coach" vid Santa Monica College i Santa Monica. Under sina närmare tio år i USA utbildade sig Haglund även inom design, konst och hälsa. 
I början av 1990-talet flyttade hon tillbaka till Sverige. Hon arbetade då som idrottslärare i Stockholmsförorten Västerhaninge samt Åsenhöga. 2007 gav hon ut Lindas må bra bok. Hon deltog i TV4 programmet Let's Dance 2009, där hon blev utröstad i andra avsnittet 16 januari 2009. Hon deltog i Mästarnas mästare 2012. 2013 gav hon ut sina memoarer Lindas resa. 
Haglund avled 2015 i sviterna av cancer och blodpropp, knappt tre veckor efter maken Houston McTear. Hon är gravsatt i minneslunden på Skogskyrkogården i Stockholm.

### Familj
Linda Haglund var dotter till Stig Haglund och Joan, ogift Wilberg. Hon var gift första gången 1984–1989 med Eddie Johnson (född 1958) och andra gången från 1995 med Houston McTear (1957–2015).

## Olympiskt deltagande
- OS i München, 1972: Oplacerad på 100 meter, tid 11,97, diskvalificerad i försöken på 4 x 100 meter
- OS i Montréal, 1976: Oplacerad på 100 meter, utslagen i semifinal, tid 11,40
- OS i Moskva, 1980: 4:a på 100 meter, tid 11,16, deltog i stafettlaget som bröt på 4 x 100 meter, direktfinal

## Medaljer vid internationella mästerskap
- 1976: guld, 60 meter, vid inomhus-EM
- 1978: silver, 100 meter vid EM i friidrott
- 1978: silver, 60 meter, vid inomhus-EM
- 1980: silver, 60 meter, vid inomhus-EM
- 1981: silver, 60 meter, vid inomhus-EM